# Зелёная линия (Дели)
Зелёная линия (хинди ग्रीन लाइन) — четвёртая линия Делийского метрополитена. Первый участок «Индерлок» — «Мундка» был открыт 3 апреля 2010 года. Сегодня общая длина линии составляет 29,66 км, в её составе — 24 станции, целиком расположенных на левом берегу реки Джамна. Зелёная линия вся расположена на эстакадах. Она связывает Северный, Северо-Восточный и Восточный округа Дели и город-спутник Бахадургарх. На схемах обозначается зелёным цветом и номером .

## История
| Дата            | Участок                                                        | Длина, км | Станций |
| --------------- | -------------------------------------------------------------- | --------- | ------- |
| 3 апреля 2010   | Индерлок — Мундка                                              | 15,1      | 14      |
| 27 августа 2011 | Ашок Парк Мэйн — Кирти Нагар                                   | 3,3       | 2       |
| 24 июня 2018    | Мундка — Бригэдиэр Хошияр Сингх                                | 11,2      | 7       |
| 29 марта 2022   | Панджаби Багх Вест                                             | 0         | 1       |
| Всего           | Бригэдиэр Хошияр Сингх — Ашок Парк Мэйн — Кирти Нагар/Индерлок | 29,6      | 24      |

## Станции
На линии расположено 23 станции, в том числе 2 на ответвлении «Ашок Парк Мэйн» — «Кирти Нагар». Все они являются эстакадными.
- «Бригэдиэр Хошияр Сингх» («Сити Парк»)
- «Бахадургарх Сити»
- «Пандит Шри Рам Шарма»
- «Тикри Бордер»
- «Тикри Калан»
- «Гевра Метро»
- «Мундка Индастриал Эреа»
- «Мундка»
- «Радждхани Парк»
- «Нанглой Рэйлвэй Стэйшн»
- «Нанглой»
- «Махараджа Сураджмал Стэдиум»
- «Удиог Нагар»
- «Пира Гархи»
- «Пасчим Вихар Вэст»
- «Пасчим Вихар Ист»
- «Манди Пур»
- «Шиваджи Парк»
- «Панджаби Багх Вест» (пересадка на одноимённую станцию  Розовой линии)
- «Панджаби Багх Ист» (до марта 2022 «Панджаби Багх»)
- «Ашок Парк Мэйн» (разветвление)
  - «Сатгуру Рам Сингх Марг»
  - «Кирти Нагар» (пересадка на одноимённую станцию  Синей линии)
- «Индерлок» (пересадка на одноимённую станцию  Красной линии)

## Депо
Линию обслуживают два электродепо: «Мундка», расположенное у одноимённой станции, и «Модерн Индастриал Эстэйт» — рядом со станцией «Пандит Шри Рам Шарма».